# Beautiful Distraction
"Beautiful Distraction" is een nummer van de Nederlandse zangeres Ilse DeLange. Het nummer werd uitgebracht op haar album Next to Me uit 2010. Dat jaar werd het nummer uitgebracht als de tweede single van het album.

## Achtergrond
"Beautiful Distraction" is geschreven door DeLange en Jeff Cohen en geproduceerd door Lyle Workman. De single ging in première in het televisieprogramma RTL Boulevard. Tevens werkte DeLange met het tijdschrift Grazia aan een speciale uitvoering; wanneer een lezer een QR-code scande, zong zij vanaf de cover een akoestische versie van het nummer.
"Beautiful Distraction" werd een hit in Nederland. Het kwam tot de achttiende plaats in de Top 40, terwijl het in de Single Top 100 tot plaats 43 kwam.

## Hitnoteringen

### Nederlandse Top 40
| Hitnotering: 01-01-2011 t/m 05-02-2011 | Hitnotering: 01-01-2011 t/m 05-02-2011 | Hitnotering: 01-01-2011 t/m 05-02-2011 | Hitnotering: 01-01-2011 t/m 05-02-2011 | Hitnotering: 01-01-2011 t/m 05-02-2011 | Hitnotering: 01-01-2011 t/m 05-02-2011 | Hitnotering: 01-01-2011 t/m 05-02-2011 | Hitnotering: 01-01-2011 t/m 05-02-2011 |
| Week                                   | 1                                      | 2                                      | 3                                      | 4                                      | 5                                      | 6                                      |                                        |
| -------------------------------------- | -------------------------------------- | -------------------------------------- | -------------------------------------- | -------------------------------------- | -------------------------------------- | -------------------------------------- | -------------------------------------- |
| Positie                                | 30                                     | 23                                     | 22                                     | 18                                     | 20                                     | 32                                     | uit                                    |

### Single Top 100
| Hitnotering week 1 t/m 3: 13-11-2010 t/m 27-11-2010 Hitnotering week 4: 11-12-2010 Hitnotering week 5 t/m 10: 25-12-2010 t/m 29-01-2011 | Hitnotering week 1 t/m 3: 13-11-2010 t/m 27-11-2010 Hitnotering week 4: 11-12-2010 Hitnotering week 5 t/m 10: 25-12-2010 t/m 29-01-2011 | Hitnotering week 1 t/m 3: 13-11-2010 t/m 27-11-2010 Hitnotering week 4: 11-12-2010 Hitnotering week 5 t/m 10: 25-12-2010 t/m 29-01-2011 | Hitnotering week 1 t/m 3: 13-11-2010 t/m 27-11-2010 Hitnotering week 4: 11-12-2010 Hitnotering week 5 t/m 10: 25-12-2010 t/m 29-01-2011 | Hitnotering week 1 t/m 3: 13-11-2010 t/m 27-11-2010 Hitnotering week 4: 11-12-2010 Hitnotering week 5 t/m 10: 25-12-2010 t/m 29-01-2011 | Hitnotering week 1 t/m 3: 13-11-2010 t/m 27-11-2010 Hitnotering week 4: 11-12-2010 Hitnotering week 5 t/m 10: 25-12-2010 t/m 29-01-2011 | Hitnotering week 1 t/m 3: 13-11-2010 t/m 27-11-2010 Hitnotering week 4: 11-12-2010 Hitnotering week 5 t/m 10: 25-12-2010 t/m 29-01-2011 | Hitnotering week 1 t/m 3: 13-11-2010 t/m 27-11-2010 Hitnotering week 4: 11-12-2010 Hitnotering week 5 t/m 10: 25-12-2010 t/m 29-01-2011 | Hitnotering week 1 t/m 3: 13-11-2010 t/m 27-11-2010 Hitnotering week 4: 11-12-2010 Hitnotering week 5 t/m 10: 25-12-2010 t/m 29-01-2011 | Hitnotering week 1 t/m 3: 13-11-2010 t/m 27-11-2010 Hitnotering week 4: 11-12-2010 Hitnotering week 5 t/m 10: 25-12-2010 t/m 29-01-2011 | Hitnotering week 1 t/m 3: 13-11-2010 t/m 27-11-2010 Hitnotering week 4: 11-12-2010 Hitnotering week 5 t/m 10: 25-12-2010 t/m 29-01-2011 | Hitnotering week 1 t/m 3: 13-11-2010 t/m 27-11-2010 Hitnotering week 4: 11-12-2010 Hitnotering week 5 t/m 10: 25-12-2010 t/m 29-01-2011 | Hitnotering week 1 t/m 3: 13-11-2010 t/m 27-11-2010 Hitnotering week 4: 11-12-2010 Hitnotering week 5 t/m 10: 25-12-2010 t/m 29-01-2011 | Hitnotering week 1 t/m 3: 13-11-2010 t/m 27-11-2010 Hitnotering week 4: 11-12-2010 Hitnotering week 5 t/m 10: 25-12-2010 t/m 29-01-2011 |
| Week | 1 | 2 | 3 | | 4 | | 5 | 6 | 7 | 8 | 9 | 10 | |
| --- | --- | --- | --- | --- | --- | --- | --- | --- | --- | --- | --- | --- | --- |
| Positie | 82 | 43 | 80 | uit | 99 | uit | 46 | 57 | 59 | 44 | 59 | 91 | uit |

### NPO Radio 2 Top 2000
| Nummer met noteringen in de NPO Radio 2 Top 2000 | '11  | '12  | '13  | '14  |
| ------------------------------------------------ | ---- | ---- | ---- | ---- |
| Beautiful Distraction                            | 1162 | 1085 | 1337 | 1960 |

1. ↑  Een vetgedrukt getal geeft de hoogste notering aan.
2. ↑  2011 was het eerste jaar met een notering voor dit nummer.
3. ↑  Deze tabel is bijgewerkt tot en met de laatste editie (2024).